# Stephanopis armata
Stephanopis armata là một loài nhện trong họ Thomisidae.
Loài này thuộc chi Stephanopis. Stephanopis armata được Ludwig Carl Christian Koch miêu tả năm 1874.